# 賴特冰山麓
63°58′S 60°20′W / 63.967°S 60.333°W

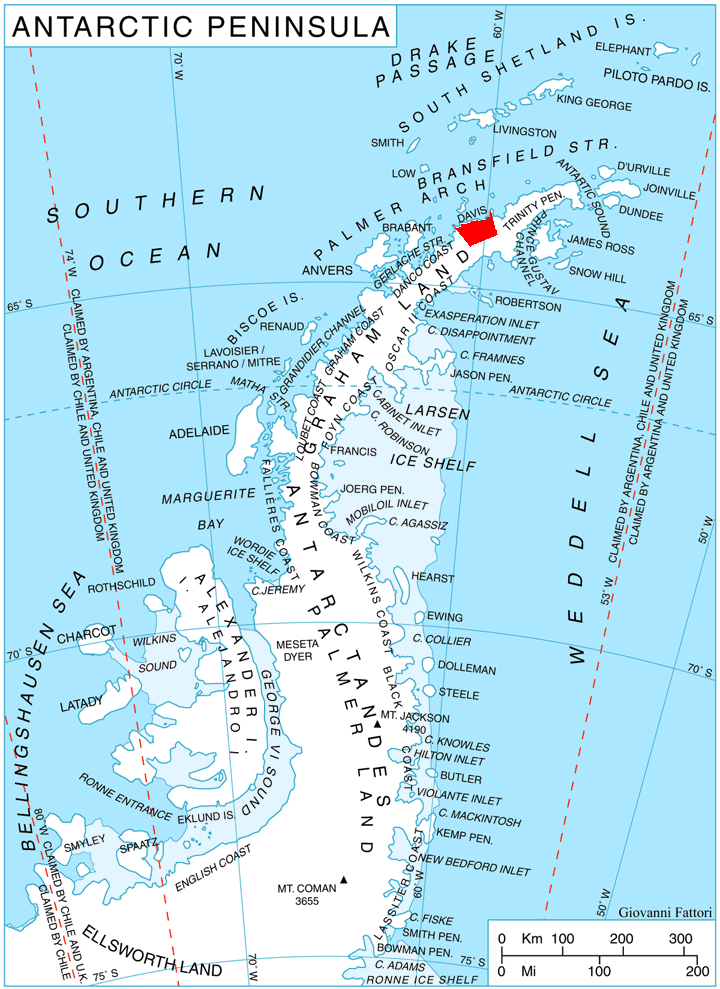

賴特冰山麓是南極洲的冰山麓，位於葛拉漢地西岸，從蘭徹斯特灣向西面延伸，根據英國公司拍據的照片被繪入地圖，以美國的航空工程師命名。